# Sabordare
Sabordarea (din franceză sabordement) sau sabordajul (din franceză sabordage) constă în inundarea deliberată a navei prin deschiderea valvulelor de inundare și eșuarea voluntară.
Prin sabordare, se poate scufunda în mod deliberat nava prin inundare, fie deschizând valvula de inundare, fie practicând găuri de apă în bordajul operei vii.
Sabordarea poate fi uneori folosită ca soluție extremă de către comandantul unei nave care nu mai poate manevra, preferându-se eșuarea acesteia prin inundare, pe un fund de nisip sau mâl, în fața pericolului iminent de a fi aruncată de valuri pe stânci.
În timp de război, comandanții unor nave au preferat eșuarea la coastă sau scufundarea prin sabordare, în fața unui inamic superior, în locul predării navei integre. Astfel, în aprilie 1919, Cuirasatul rusesc Potiomkin a fost sabordat în portul Sevastopol, pentru a nu cădea în mâinile bolșevicilor.

## Legislația din România
Art. 57. d) din Legea privind regimul juridic al apelor maritime interioare, al mării teritoriale, al zonei contigue și al zonei economice exclusive ale României, prevede că sabordarea unei nave în apele maritime interioare, în marea teritorială ori eșuarea ei la țărm constituie contravenție, dacă nu este săvârșită în astfel de condiții încât să fie considerate, potrivit legii penale, infracțiune.